# Azzurro Napoli Basket 2013
El Azzurro Napoli Basket 2013 fue un equipo de baloncesto italiano con sede en la ciudad de Nápoles, en Campania. Disputaba sus encuentros en el PalaBarbuto de Nápoles, con capacidad para 5.500 espectadores.

## Historia
El Azzurro Napoli Basket fue fundado en 2013, tras la desaparición del S.S. Basket Napoli y luego del Napoli Basketball. El club se inscribió directamente en la segunda división italiana, gracias a la adquisición de los derechos deportivos del Effe Biancoblù Basket Bologna.
En su primera temporada de vida, finalizó en el décimo lugar, quédandonse en segunda división. En la temporada 2014/15 finalizó en el decimocuarto puesto en la tabla de la Serie A2 Gold. Sin embargo, el club no fue admitido en la Serie A2 para la temporada 2015/16 y tuvo que inscribirse en la tercera división italiana, la Serie B; en marzo de 2016 la Federación Italiana Baloncesto excluyó a loz azules del torneo por irregularidades en el pago de impuestos.

## Nombres
- Expert Napoli

(2013-2014)
- Givova Flor do Cafè Napoli

(2014-2015)
- Mimi's Napoli

(2015-2016)

## Posiciones en Liga
- 2013-14: 10° Divisione Nazionale A Gold
- 2014-15: 14° Serie A2 Gold
- 2015-16: excluido de la Serie B

## Jugadores destacados
| - Marco Allegretti - Matteo Malaventura - Valerio Spinelli - Timothy Black - De'Mon Brooks |  | - Kyle Weaver - / Sylvere Bryan - / David Brkic - / Jarrius Jackson |

## Organigrama
- Presidente: Maurizio Balbi
- General Mánager: Pier Francesco Betti
- Administrador Delegado: Antonio Di Rocco[6]